# NGC 7403
NGC 7403 – gwiazda 14 wielkości znajdująca się w gwiazdozbiorze Ryb. Phillip Sidney Coolidge zaobserwował ją 15 listopada 1859 roku, błędnie uznał, że jest zamglona i skatalogował ją jako obiekt typu „mgławicowego”.